# تيمولاي (أداي)
تيمولاي هي إحدى مشيخات المملكة المغربية، تتبع جغرافيا لإقليم كلميم وإداريًا لأداي. يقدر عدد سكانها بـ 751 نسمة حسب الإحصاء الرسمي للسكان والسكنى لسنة 2004.